# Amphicervicis
Amphicervicis, en ocasiones denominado erróneamente Amphicervis, es un género de foraminífero bentónico de la subfamilia Amphicervicinae, de la familia Polysaccamminidae, de la superfamilia Psammosphaeroidea, del Suborden Saccamminina y del orden Astrorhizida. Su especie tipo es Amphicervicis elliptica. Su rango cronoestratigráfico abarca el Silúrico inferior.

## Discusión
Clasificaciones previas hubiesen incluido Amphicervicis en la subfamilia Hemisphaerammininae, de la familia Hemisphaeramminidae, de la superfamilia Astrorhizoidea, así como en el suborden Textulariina del orden Textulariida

## Clasificación
Amphicervicis incluye a las siguientes especies:
- Amphicervicis elliptica †
- Amphicervicis hemisphaerica †